# Monotipičnost
Monotipičnost je stručni izraz u biologiji, koji se koristi kad se unutar jedne grupe (taksona) u biološkoj sistematici nalazi samo jedna vrsta. Ako jedna porodica ima samo jedan rod, tada je analogno monotipičnosti, riječ o monogeneričnosti.
Hijerarhijske razine uvode se u taksonomiju biologije (rod ili porodica) u pravilu, da bi se organizirala grupa organizama, koji imaju neke zajedničke osobine. Vrste koje su vrlo posebne, svrstavaju se često u zasebne rodove, porodice ili čak i više takse. Takve grupe se zato nazivaju monotipičnim, da se naglasi njihova posebnost. Najviši monotipični takson čini placozoa, koja je sama jedan phylum, s jednom jedinom vrstom, Trichoplax adhaerens. 
U zoologiji, jedan primjer monotipičnosti je rod Tarsius, koji je monotipičan unutar porodice Tarsiidae (koja je opet monogenerična unutar grupe Tarsiiformes).
Monotipične grupe su u odnosu na zaštitu vrsta vrlo značajne. Izumiranje jedne takve vrste, koja nema bližih srodnika predstavlja posebno značajan gubitak.
U monotipične rodove ubrajaju se, na primjer, ginko, norna i čudnovati kljunaš.